# Mesosa curculionoides
Mesosa curculionoides là một loài bọ cánh cứng trong họ Cerambycidae.

## Hình ảnh

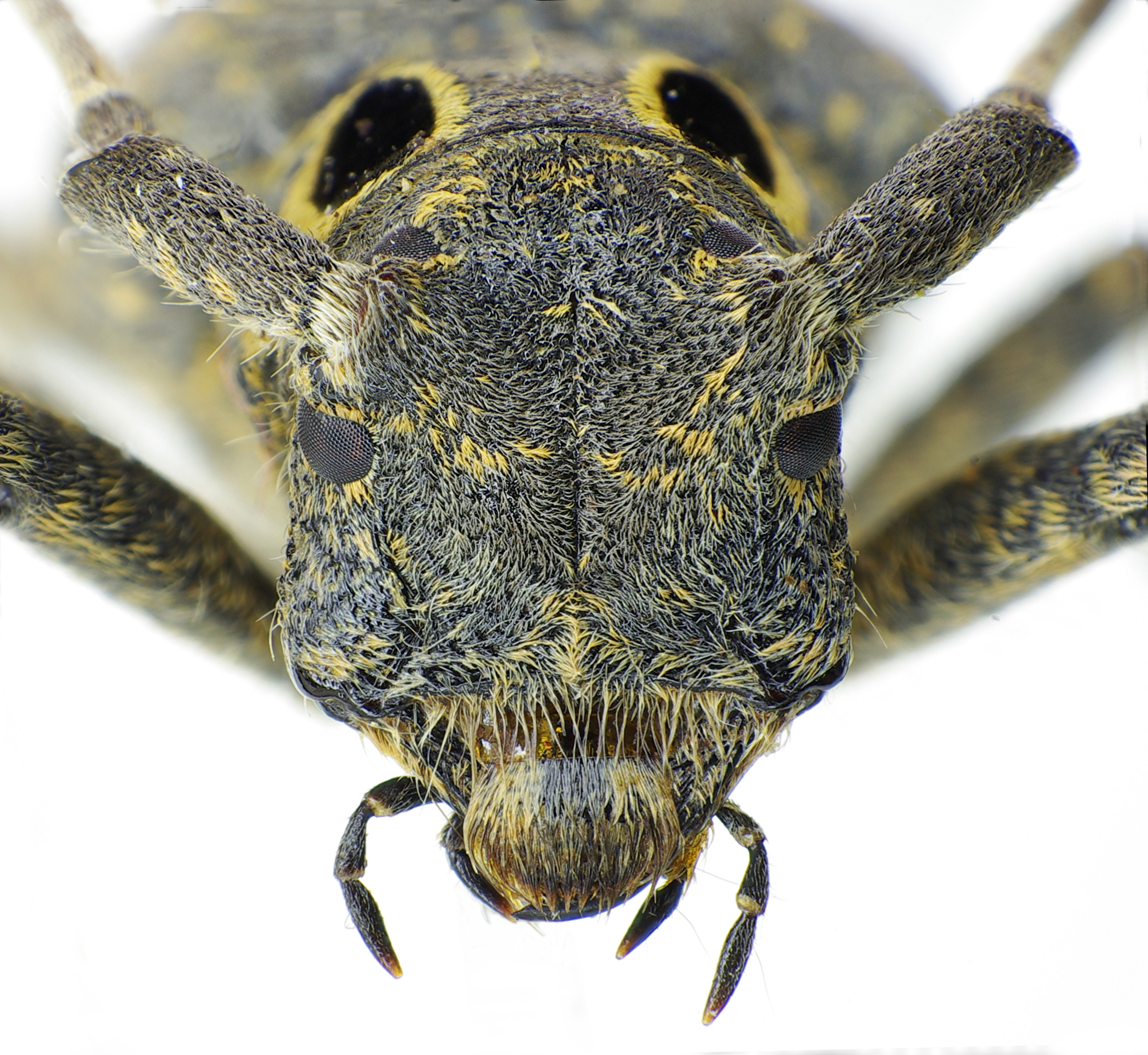
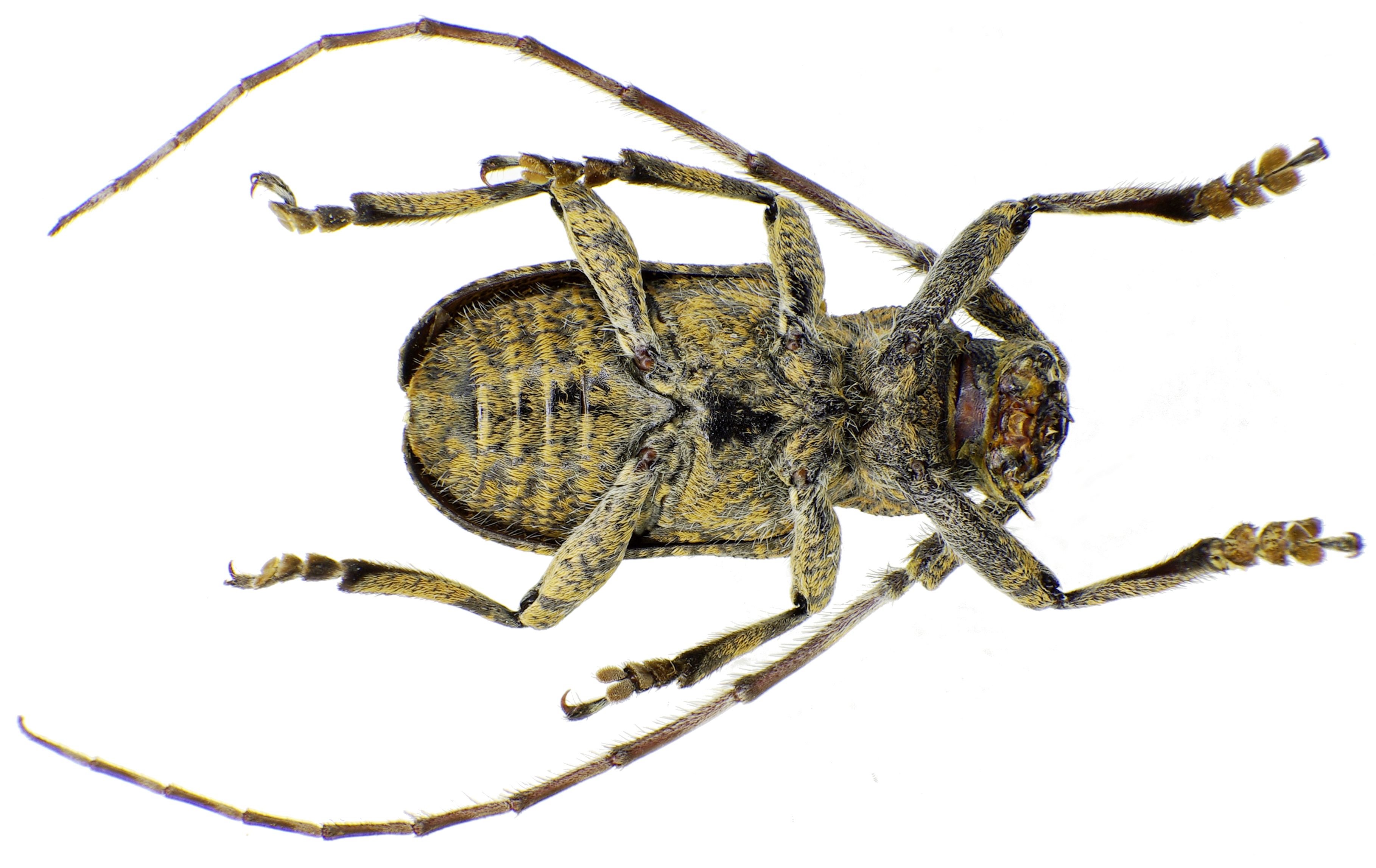
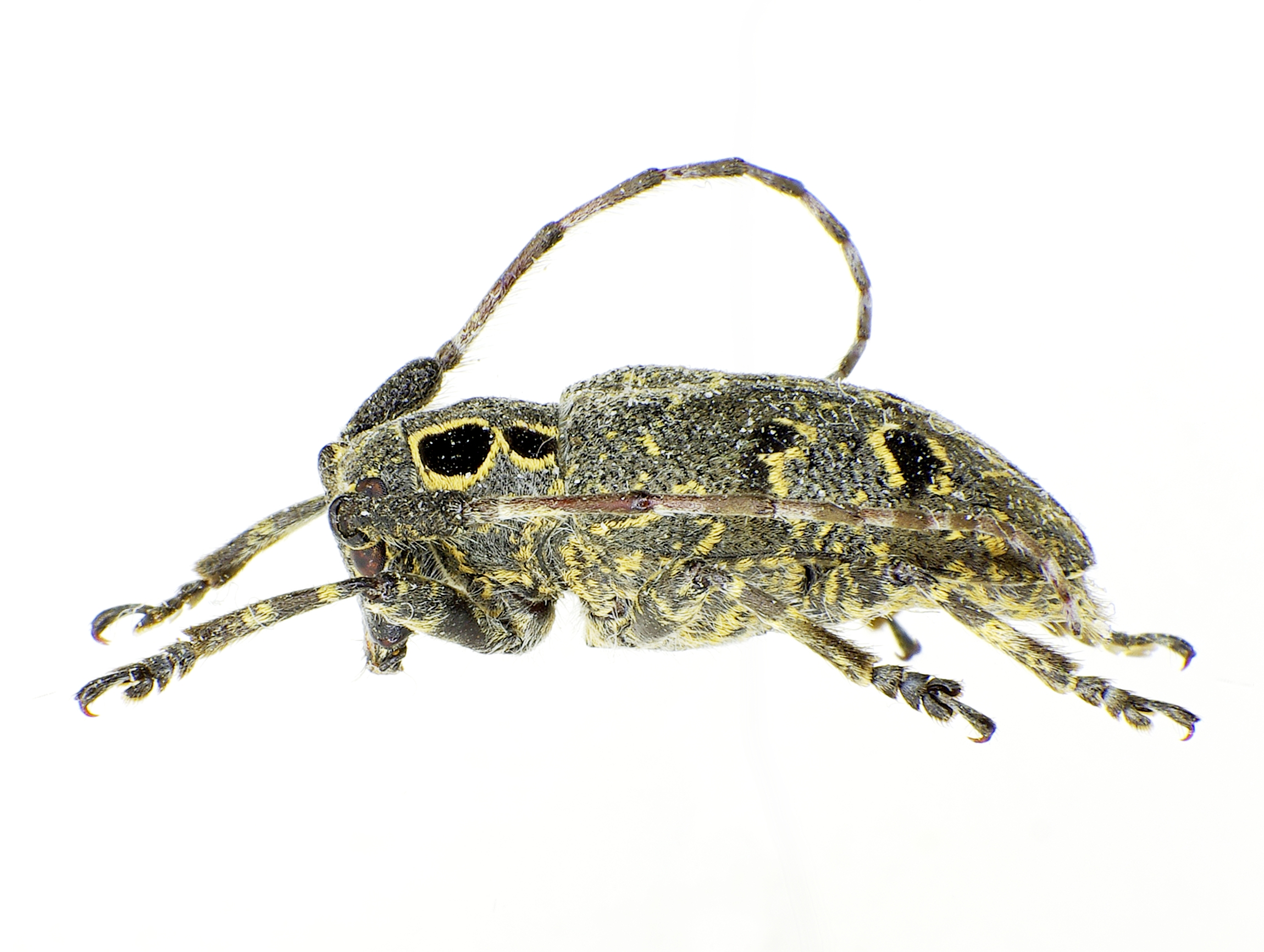
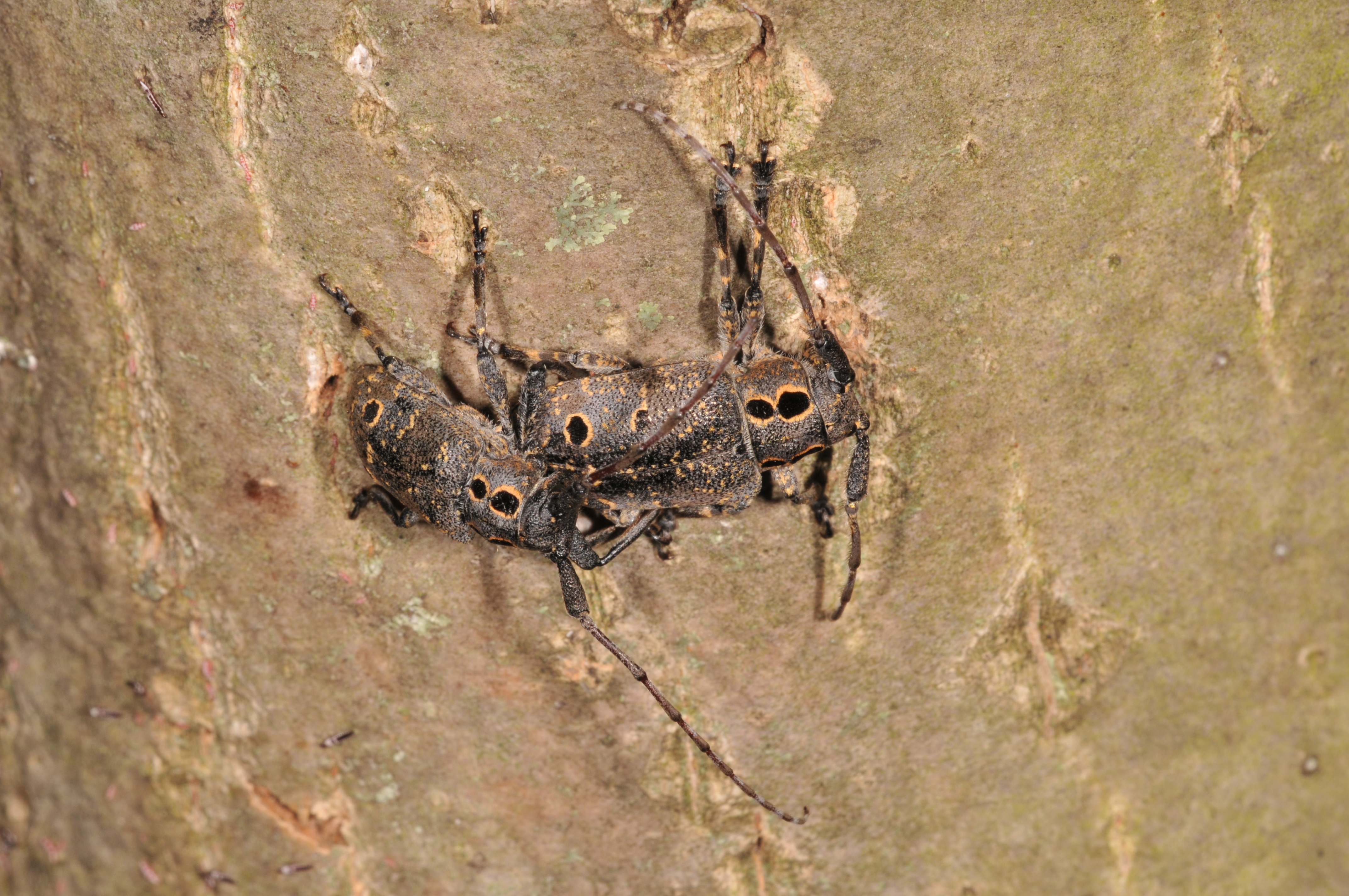